# Алејев ефекат
Алејев ефекат је појава у популационој биологији коју карактерише корелација између величине или густине популације и средње индивидуалне адаптивне вредности (која се често рачуна као стопа раста популације по јединки) у популацији или врсти.

## Историјски развој концепта
Иако концепт Алејевог ефекта у то време није имао наслов, први пут га је описао 1930-их Вордер Клајд Алеј. Алеј је експериментално показао да златне рибице расту брже када у акваријуму има више јединки.  То га је навело да закључи да агрегација јединки може побољшати стопу преживљавања сваке јединке понаособ, те да је кооперација можда пресудна у укупној еволуцији структуре друштва. Израз Алејев принцип уведен је 50-их година прошлог века, у време када је екологија била усредсређена на улогу компетиције међу врстама и унутар њих.   Класични поглед на динамику популације говори да ће, услед компетиције за ресурсе, популација доживети смањење укупне стопе раста при већој густини а повећање стопе раста при нижој густини. Другим речима, јединкама у популацији је боље када је у окружењу мање других јединки, због ограничене количине ресурса. Међутим, концепт Алејевог ефекта увео је идеју да, када је густина насељености мала, важи управо обрнуто. Јединкама једне врсте често је потребна помоћ друге јединке (или других јединки) из више него само репродуктивних разлога. Најочитији пример тога примећује се код животиња које групно лове плен или се бране против предатора. 

## Дефиниција
Општеприхваћена дефиниција Алеејевог ефекта је позитивна зависност од густине, или позитивна корелација између густине популације и индивидуалне адаптивне вредности.

### Јак и слаб Алејев ефекат
Јак Алејев ефекат је демографски Алејев ефекат са тзв. критичном величином или густином популације. Слаб Алејев ефекат је демографски Алејев ефекат без постојања критичне величине или густине популације. 
Разлика између два термина заснива се на томе да ли дотична популација показује или не показује критичну величину или густину популације . Популација која показује слаб Алејев ефекат имаће смањену стопу раста по јединки (директно повезану са индивидуалном адаптивном вредношћу у популацији) при нижој густини или величини популације. Међутим, чак и при овој ниској величини или густини популације, иста ће увек показати позитивну стопу раста по јединки.  
Популација која показује јак Алејев ефекат поседоваће с друге стране критичну величину или густину популације, испод које стопа раста популације постаје негативна. Стога, када густина или величина популације падне испод овог прага, популација ће кренути пут изумирања. Јаки Алејев ефекат је често лакше емпиријски приказати користећи податке у виду временског следа, јер се може прецизно одредити величина или густина популације при којој стопа раста по јединки постаје негативна. 

## Механизми
Услед дефиниције као позитивне корелације између густине популације и просечне адаптивне вредности, механизми због којих настаје Алејев ефекат су инхерентно везани за опстанак и репродукцију. Опште узев, механизми Алејевог ефекта настају из кооперације или фацилитације међу јединкама у популацији. Примери таквог кооперативног понашања укључују ефикасније проналажење партнера и групну одбрану од предатора. Пошто се ови механизми лакше примећују на терену, они су и чешће повезивани са концептом Алејевог ефекта. Ипак, требало би узети у обзир и механизме Алејевог ефекта који су мање упадљиви, као што су инбридинг депресија и неуравнотежен однос полова . 

### Еколошки механизми
Иако постоје бројни еколошки механизми Алејевог ефекта, листа најчешће навођених фацилитаторних понашања која доприносе овом ефекту укључује: ограничавање партнера, кооперативну одбрану, кооперативну исхрану и условљавање животне средине. Иако су ова понашања класификована у одвојене категорије, она се могу преклапати и имају тенденцију да зависе од контекста (деловаће само под одређеним условима - на пример, кооперативна одбрана ће бити корисна само ако постоје предатори или компетитори). 

### Људима индуковани механизми
Класична економска теорија предвиђа да људи искориштавањем популација вероватно неће довести до изумирања врсте, јер ће растући трошкови за проналазак последњих јединки врсте премашити цену која се добија продајом јединки на тржишту. Међутим, када су ретке врсте пожељније од уобичајених врста, цене ретких врста могу превазићи високе трошкове проналажења, улова, жетве или приноса. Овај феномен може створити антропогени Алејев ефекат тамо где ретке врсте изумиру, али се уобичајене врсте узгајају на одржив начин.  Антропогени Аллее ефекат постао је стандардни приступ за концептуализацију претње од тржишта угрожених врста. Чак и врло велике величине популација могу потенцијално прећи првобитно предложене Алејеве прагове на путу ка изумирању.  

### Генетички механизми
Смањење величине популације може довести до губитка генетичке разноврсности, а услед њене веома значајне улоге у еволуционом потенцијалу врсте, то би заузврат могло да доведе до видљивог Алејевог ефекта. Како се популација врсте смањује, тако ће се смањити и њен генски фонд. Могући исход из овог генетичког уског грла је смањење адаптивне вредности врсте, као и инбридинг депресија. Ово опште смањење адаптивне вредности врсте узроковано је нагомилавањем штетних мутација у целој популацији. 
Иако је дуготрајни опстанак популација неколико врста са малом генетичком варијабилношћу недавно покренуо расправу о општем значају инбридинг депресије, постоје бројни емпиријски докази генетичког Алејевог ефекта.  Један такав случај примећен је код угрожене флоридске пуме (Puma concolor couguar). Флоридска пума преживела је генетичко уско грло почетком деведесетих година прошлог века, када је величина популације смањена на око 25 одраслих јединки. Ово смањење генетичке разноликости повезано је са оштећењима која укључују нижи квалитет сперме и абнормални ниво тестостерона.  Иако је временски распон за ову инбридинг депресију већи од непосреднијег Алејевог ефекта, он има значајне импликације на дугорочни опстанак врсте. 